# Carl von Hess
Carl von Hess, född 1863 i Mainz, död 1923 i München, var en tysk oftalmolog.
Hess fick grundlig utbildning, bland annat som assistent hos Ewald Hering och vid Leipzigkliniken, som stod i intim kontakt med Herings fysiologiska institut. Han blev professor i oftalmologi 1896 i Marburg, 1900 i Würzburg och 1912 i München. 
Hess var under sin tid en av Tysklands främsta ögonläkare och en betydande forskare inom den fysiologiska optiken. Under sin tidigare verksamhet klargjorde han i en serie arbeten ackommodationens mekanism. Hans mest framstående verk är Die Refraktion und Akkommodation des menschlichen Auges und ihre Anomalien samt Pathologie und Therapie des Linsensystems (båda i andra upplagan av Alfred Graefes och Theodor Saemischs "Handbuch der Augenheilkunde"). Särskilt betydelsefullt var att han i det förra arbetet bröt med det gamla framställningssättet och införde det moderna, utvidgade dioptribegreppet. 
En stor del av Hess övriga arbeten berör färgsinnet, även inom djurvärlden, och i dessa framträder skarpt den inverkan, som Hering haft på hans utbildning. Sedan 1905 var han redaktör för "Archiv für Augenheilkunde". År 1922 tillerkändes honom Graefemedaljen, som utdelas endast vart tionde år och därför skattas högst bland de utmärkelser, som den tyska oftalmologin kan utdela. 